# Exercisfältet (naturreservat)
Exercisfältet är ett kommunalt naturreservat i Landskrona i Skåne län.
Naturreservatet bildades 2005 och är 18 hektar stort. Det består av en rest av stadens norra fälad som senare användes som exercisfält.
Exercisfältet är plats för en idrottsanläggning – Exercisfältets IP – hemvist för fotbollsklubbarna IK Wormo samt BK Fram.

## Bilder

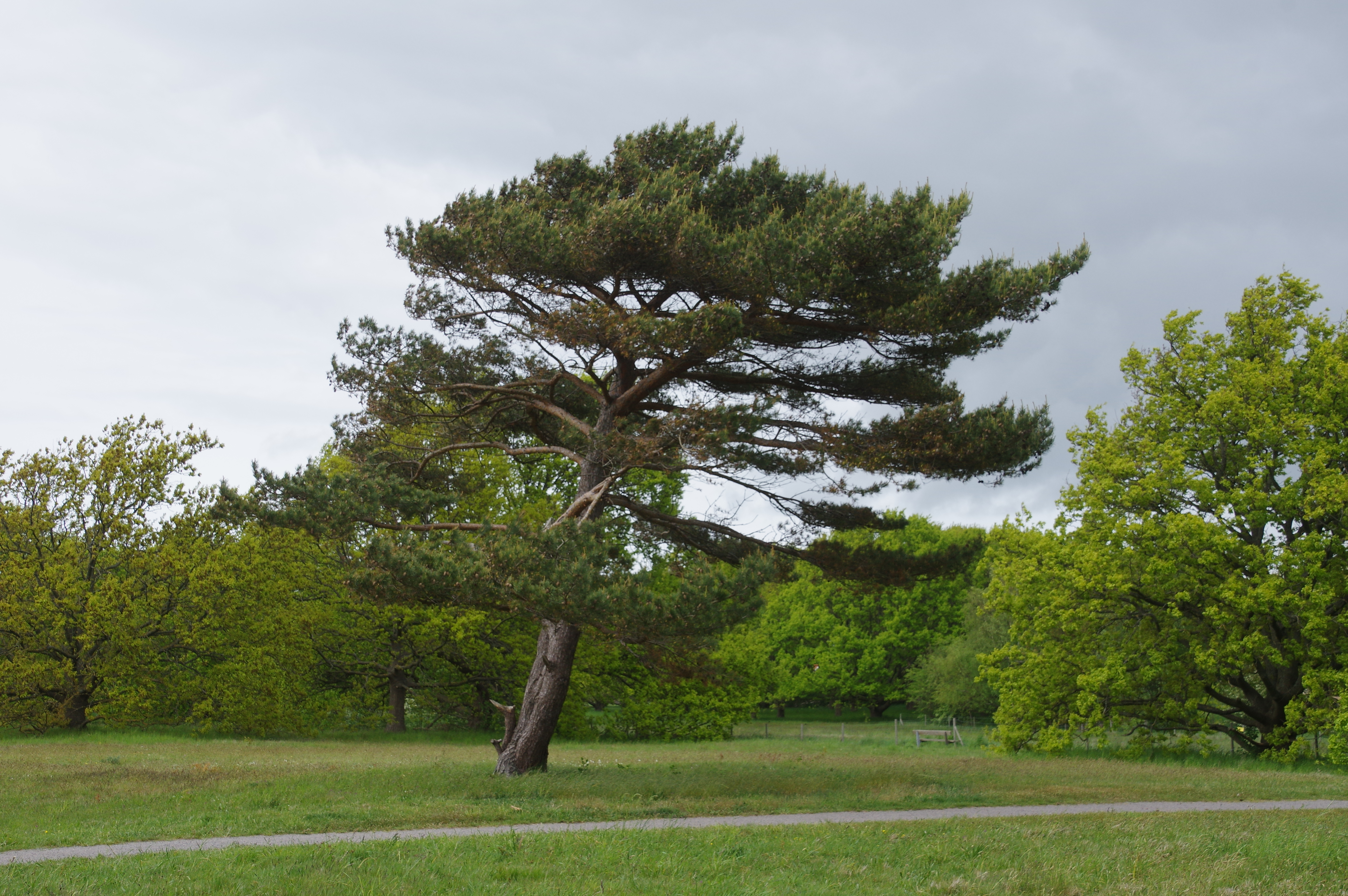
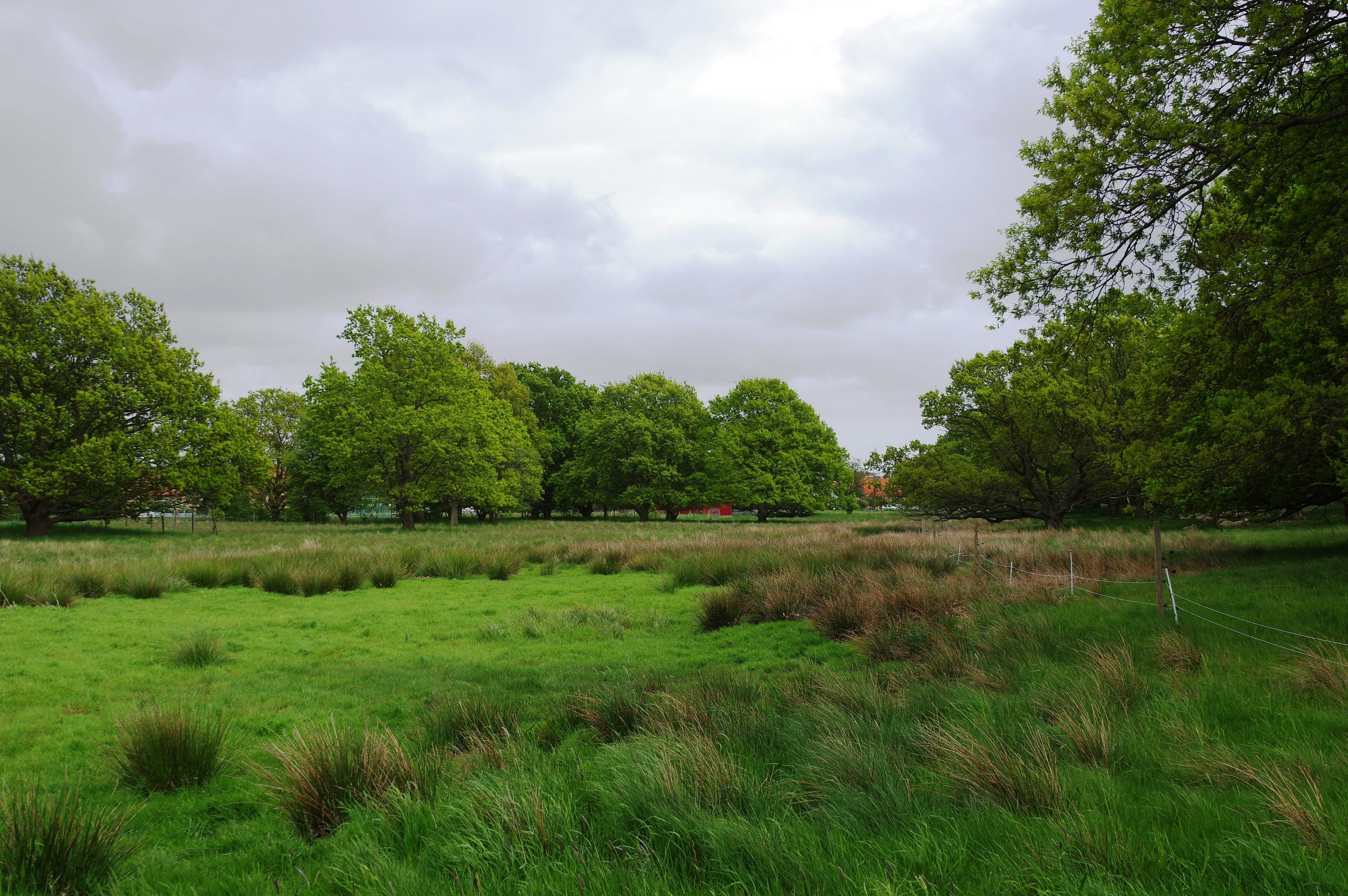